# Powiat pasłęcki
Powiat pasłęcki – powiat istniejący od 1818 do roku 1975 na terenie obecnych powiatów elbląskiego i braniewskiego (woj. warmińsko-mazurskie). Jego ośrodkiem administracyjnym był Pasłęk. Oprócz Pasłęka na terenie powiatu istniało miasto Młynary oraz gminy Godkowo, Zielonka Pasłęcka, Rychliki, Dobry, Młynary, Marianka, Pasłęk, Jelonki, Rogajny i Wilczęta. Powiat wchodził w skład województwa olsztyńskiego.

## Historia
Od 1525 roku Prusy Górne (Oberländische Kreis, circulus Hockerlandiae) stanowiły jeden z trzech okręgów Prus Książęcych ze starostwami w: Pasłęku, Miłakowie, Morągu, Przezmarku, Kwidzynie, Prabutach, Szymbarku, Iławie, Miłomłynie, Ostródzie, Olsztynku, Dąbrównie, Działdowie, Nidzicy i Szczytnie. Od północy graniczyły z Warmią, od zachodu z okręgiem Natangia.
W 1752 roku w wyniku reformy administracyjnej Fryderyka II okręg górnopruski został podzielony na trzy powiaty. Starostwo pasłęckie znalazło się w powiecie Morąg (Kreis Mohrungen). Po 1772 roku znalazł się w nowo utworzonej prowincji Prusy Wschodnie. W wyniku kolejnej reformy 1 lutego 1818 zostały utworzone nowe, mniejsze powiaty: morąski oraz pasłęcki (Kreis Preußisch Holland). W tych granicach powiat pasłęcki przetrwał do roku 1975.
W latach 1818–1945 powiat pasłęcki należał do rejencji królewieckiej. W 1945 roku znalazł się w granicach Polski. 
Po reformie administracyjnej w 1975 roku terytorium powiatu weszło w skład nowego województwa elbląskiego. Powiatu nie przywrócono w roku 1999, a sam Pasłęk włączono do powiatu elbląskiego. W 1994 roku odbył się kilkutysięczny protest na placu św. Wojciecha, pod gmachem Urzędu Miasta i Gminy Pasłęk, przeciwko likwidacji powiatu. Uczniowie Zespołu Szkół Rolniczych podczas protestu ukazali Pasłęk jako miasto zbliżające się powoli do swojej „śmierci”, trzymając trumnę. Mimo że Elbląski Wojewódzki Sejmik Samorządowy brał pod uwagę Pasłęk jako miasto powiatowe, to innego zdania był wojewoda elbląski, a także władze Elbląga.

## Gminy
- Godkowo
- Zielonka Pasłęcka
- Rychliki
- Wilczęta
- Jelonki
- Marianka
- Młynary
- Pasłęk
- Rogajny
- Dobry

## Ludność
Państwowy Urząd Repatriacyjny w Pasłęku rozpoczął swoją działalność 1 sierpnia 1945 roku. Do końca 1947 roku w powiecie osiedliło się około 30 tysięcy osób. Pierwsi ekspatrianci z Wołynia przybyli 2 lipca 1945 roku. Do Pasłęka i okolic przybyło łącznie 30 transportów z Kresów Wschodnich – Wołynia i Wileńszczyzny, razem 10 754 osób. Przyjęto również 14 transportów ludności ukraińskiej w ilości około 5 tysięcy osób. Oblicza się, że w powiecie pasłęckim po II wojnie światowej pozostało 5 tys. Niemców.
Według spisu z 1950 roku w powiecie mieszkało 28 486 osób. 31,4% ludności powiatu stanowili ekspatrianci z Kresów Wschodnich, 21,7% przesiedleńcy z województwa warszawskiego, 17,3% z rzeszowskiego, 14,7% z lubelskiego, 3% z bydgoskiego, 2,6% z białostockiego, 2,5% autochtoni, 2,1% osadnicy z kieleckiego, 1,2% z łódzkiego, 0,7% z poznańskiego, 0,6% z powiatów działdowskiego i nowomiejskiego, 0,5% z gdańskiego, po 0,3% z krakowskiego oraz pozostałych powiatów olsztyńskiego, po 0,2% reemigranci oraz osadnicy z katowickiego. Pozostałe 0,7% ludności stanowili przede wszystkim ludzie, których pochodzenie nie zostało ustalone.

### Mniejszość ukraińska
Na początku lat 60. w powiecie pasłęckim mieszkało ok. 6 tys. Ukraińców, stanowiąc 20% ludności. Wielu z nich zostało deportowanych przez komunistyczne władze w ramach akcji "Wisła". Ex aequo z bartoszyckim powiat miał drugi najwyższy odsetek ludności narodowości ukraińskiej na Ziemiach Odzyskanych, ustępując jedynie iławeckiemu (36%). Wśród miejscowości, gdzie Ukraińcy stanowili połowę ludności bądź bezwzględną jej większość, znalazła się wieś Osiek.

### Ekspatrianci z Kresów Wschodnich
W Zielonce Pasłęckiej mieszkają do dzisiaj liczne rodziny Kresowian z przedwojennej gminy Rożyszcze w powiecie łuckim województwa wołyńskiego, a także Tarnorudy (pow. Skałat, województwo tarnopolskie). Do Anglit przyjechali mieszkańcy gminy Rudziszki w powiecie trockim województwa wileńskiego, w Krośnie rodziny z Wołynia (m.in. senator PSL Romuald Jankowski, urodzony w Łucku) i Wileńszczyzny. W Bielicy, Starym i Nowym Cieszynie zamieszkali niektórzy mieszkańcy Grodna. Do miejscowości Kronin przyjechali przesiedleńcy z województwa lwowskiego.